# Denominació d'Origen Penedès
La Denominació d'Origen Penedès és la zona de major producció de Catalunya, al llarg de la comarca històrica del Penedès.

## Geografia
A més de l'Alt i Baix Penedès, que concentren la major producció, s'inclou part de l'Anoia, del Baix Llobregat i del Garraf, més Aiguamúrcia a l'Alt Camp i Creixell i Roda de Berà al Tarragonès. El conjunt s'estén entre els rius Llobregat i Gaià, a recer de la serralada prelitoral i obert a la influència mediterrània.
Es distingeixen tres zones: el Penedès Superior, el Penedès Central o Mitjà i el Penedès Marítim:
- La zona del Penedès Marítim, que inclou la comarca del Baix Penedès i les comarques litorals. Hi predomina el clima càlid i suau influenciat pel mar. La vinya és conreada per sota dels 250 m d'altitud i hi destaquen els vins blancs.
- La zona del Penedès Central o Penedès Mitjà, que inclou la part baixa de l'Alt Penedès amb altituds de fins a 500 m, té un clima més fresc. En les seves pendents es cultiva sobretot el xarel·lo i el macabeu destinats a la producció de cava.
- La zona del Penedès Superior, que engloba la part alta de l'Alt Penedès i part del sud de l'Anoia fins a 800 m d'altitud; és on històricament s'ha cultivat la parellada i on es produeixen els millors vins de la denominació.

## Història
Els romans van introduir el cultiu de la vinya i les vil·les agrícoles. El Museu de les Cultures del Vi de Catalunya de Vilafranca dona testimoni de l'existència de vinyes al Penedès des del segle iv aC. Sota la influència romana la viticultura va tenir un gran desenvolupament al voltant de la via Augusta des del Pont del Diable fins a l'Arc de Berà. S'exportaven vins a la Gàl·lia, la Britànnia, la Germània, la Itàlia romana i la Mauritània Cesariense.
Als segles xviii i xix van prendre gran embranzida i van esdevenir el referent vinícola de Catalunya amb l'extensió de vinyes més gran, la major producció i la major projecció internacional, facilitada per la introducció del cava com a xampany local. Vilafranca del Penedès i Sant Sadurní d'Anoia s'han convertit en capitals del vi. A més es troben cellers innovadors que s'han situat en l'avantguarda de la vinicultura catalana i espanyola. És al Penedès on es van instal·lar els primers sistemes de control de temperatura, les primeres tines de fermentació d'acer inoxidable i tots els estris de l'enologia moderna.

## Vinificació
Destaca la producció de vins blancs, lleugers i aromàtics, elaborats amb les varietats tradicionals de xarel·lo, macabeu i parellada. Bona part són destinats a l'elaboració de cava. Recentment s'han incorporat el chardonnay i el subirat parent.
S'han potenciat els vins negres i rosats de qualitat, intensos i lleugers, elaborats amb les varietats d'ull de llebre, samsó, garnatxa, monastrell, merlot i cabernet sauvignon.
Una característica és el predomini d'explotacions petites i mitjanes on la majoria de cellers elaboren el vi a partir de les seves pròpies vinyes. Les millors propietats tenen l'opció a la denominació de vi de finca amb una indicació acompanyada d'un mapa a la contraetiqueta. El Consell Regulador s'ha proposat a curt termini assolir el segell de Denominació d'Origen Qualificada.
Un 15% de la producció es destina a l'exportació, principalment a Suècia, Alemanya, i el Canadà.